# 姑江坊

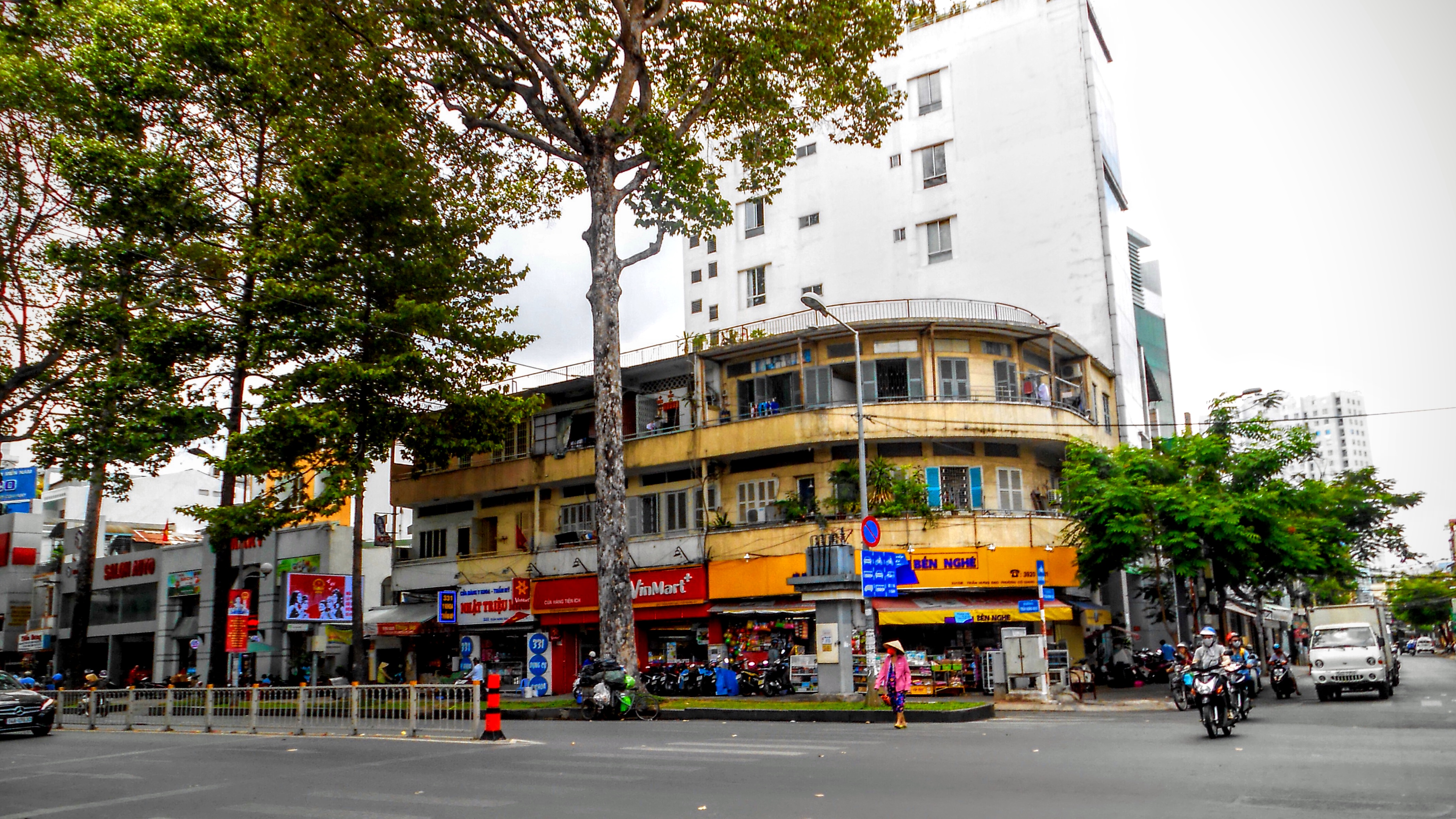

姑江坊是越南南部胡志明市第一郡的一个坊。

## 地理
姑江坊位于第一郡：
- 东邻梂翁領坊
- 西邻梂庫坊、阮居貞坊
- 南邻第四郡
- 北邻范五老坊

姑江坊面积为0.36平方公里，1999年人口为23，939人，,人口密度66.497 人/km²。